# クラウス・フックス
クラウス・エミール・ユリウス・フックス (ドイツ語: Klaus Emil Julius Fuchs, 1911年12月29日 - 1988年1月28日）は、ドイツ生まれの理論物理学者。マンハッタン計画でアメリカの原子爆弾開発に貢献したが、そのかたわらスパイとしてソビエト連邦に機密情報を流し続けていた。スパイとして有罪判決を受け刑に服し、釈放された後は東ドイツの理論物理学の重要人物となった。

## 生涯

### 生い立ち
フックスはマインツ郊外の町リュッセルスハイムで生まれた。父はルター派神学者エミール・フックスである。後の1949年に東独のライプツィヒ大学神学部教授に就任している。

### 共産党員
ライプツィヒ大学およびキール大学で学んだフックスは、キール大学時代に政治活動に身を投じドイツ社会民主党の活動家となったが、1932年にはドイツ共産党に入党した。しかし1933年にナチス政権が誕生するとフックスはフランスへ逃れ、家族の伝を使ってイギリスのブリストルへと渡った。

### 理学博士
1937年にブリストル大学のネヴィル・モットのもとで博士 (Ph.D.) となり、さらにエディンバラ大学のマックス・ボルンのもとで上位の博士号 (DSc) を得た。フックスの書いた量子力学の論文は王立協会の論文誌「Proceedings of the Royal Society」に掲載され、これにより翌年にはエディンバラ大学での教職を得た。
第二次世界大戦勃発後の1940年6月、敵国ドイツの国民として拘束されマン島の収容所へ、さらにケベック州の収容所に移されたが、マックス・ボルンのとりなしで翌年には釈放されイギリス軍の原爆計画に加わり、1942年にはイギリス国民となった。

### スパイ
独ソ戦勃発後、ソビエト連邦もイギリスの秘密の軍事研究の内容を知るべきだと考えソ連側との接触を開始した。1941年8月にはソ連の情報機関GRUの諜報部員で　経済学者ユルゲン・クチンスキー（Jürgen Kuczynski）、その妹、上海でリヒャルト・ゾルゲの助手であったウルスラ・クチンスキー等と接触し、「rest」のコードネームで呼ばれるようになる。1943年末には米国に渡りコロンビア大学、後にロスアラモス国立研究所に勤務、理論物理学者として、原子爆弾および水素爆弾の製造に不可欠な臨界計算に多大な貢献をしていた。
フックスは第二次世界大戦後イギリスへ戻り、米国・英国・カナダの政府高官らの間で核開発など軍事上の機密技術を交換するための合同政策委員会 (Combined Policy Committee) にも出席していたが、この間もケンブリッジ・ファイヴのドナルド・マクリーンやアレクサンドル・フェクリソフなどの情報員と接触して原爆の、後には水爆の製造理論などの情報を流し続けた。プルトニウム型原爆の最高機密である爆縮レンズに関する情報等は彼が流したとされている。こうした情報なくして、ソ連が1940年代後半に急速に核兵器の開発および配備を進めることは困難であった。

### 逮捕
しかしソ連の暗号を解読する米英共同研究・ヴェノナ計画の結果、フックスの関与が明らかになった。MI5の捜査を受けたフックスは尋問の後、1950年1月にスパイであるとの告白を始めた。
フックスはイギリスおよびアメリカの核兵器関連の機密情報をソ連に漏らした軍事スパイとして告発され、1950年3月1日、わずか90分の裁判で、懲役14年の判決を受けた。12月には英国籍を剥奪された。フックスが自白をする気になったのは、死刑を逃れるためだったという意見がある一方、当人は自白をした以上は釈放されて、また研究生活に戻れる程度にしか認識していなかった節が見られたともいう。

### 釈放後
1959年6月23日に釈放されたフックスは、東ドイツのドレスデンに移住する。ロッセンドルフの核研究所に迎えられ、そこでの講義で、フックスは中華人民共和国の研究者に核技術を伝え、その情報を元に中華人民共和国は5年後に核実験を行ったとされている。1963年にはドレスデン工科大学理論物理学教授に招聘された。
その後も東ドイツでフックスは科学者としての活動を続けている。国立科学アカデミー・レオポルディーナのメンバーに選ばれているほか、ドイツ社会主義統一党中央委員会のメンバーにも選ばれ、引退する1979年までロッセンドルフの核研究所の副所長を勤めた。カール・マルクス勲章も受賞している。1988年1月28日にドレスデンで死去。